# 분천화강편마암
분천화강편마암(汾川花崗片麻巖, Buncheon granite gneiss)은 대한민국 영남 지괴/영남 육괴 내 경상북도 봉화군 소천면 분천리를 표식지로 하여 봉화군 소천면 북동부와 울진군 북서부 지역에 넓게 분포하는 화강편마암이다. 율리층군과 원남층군 원남층을 관입하고 홍제사 화강암에 의해 관입당했으며 지질 시대는 선캄브리아기이다. 

## 절대연령
분천화강편마암에 대해 박계헌 외(1993)는 1920±56 Ma의 Pb-Pb 연대를, 정창식 외(2004)는 1911±170 Ma의 Rb-Sr 전암연대 및 1933±54 Ma의 Pb-Pb 연대를, 이석훈(2001)은 1931±78 Ma의 저어콘 CHIME 연대와 1915±26 Ma의 모나자이트 CHIME 연대를, 그리고 장호완 외(2003)는 1963±5 Ma의 저어콘 U-Pb 연대를 보고하였다.

## 지역별 지질

### 봉화군
분천화강편마암에는 엽편상 구조와 편리가 잘 발달된 것으로 주변의 원남층군, 율리층군 등 변질퇴적암의 편리 또는 층리에 대체로 평행한 주향과 경사를 보인다. 전체적인 주향은 동-서 방향이고 경사는 북으로 50° 내외이다.
봉화군의 분천화강편마암
- 봉화군 소천면 분천리 소천로 2827
- 봉화군 소천면 분천리 (이하 동일)
- 봉화군 소천면 고선리 고선교차로~황평교차로 간 도로변

### 울진군
울진군에서 금강송면 북부(국도 제36호선 이북)과 울진읍 북부와 북면 남서부(지방도 제917호선 남서부지역)에 걸쳐 넓게 분포한다. 주 구성 암석은 안구상(眼球狀) 편마암으로 이 암석의 주요 구성 광물은 석영, 장석, 흑운모 등이다. 울진군 서면 죽곡 통고산 및 대마전 등지에는 분천화강편마암이 대체로 율리층군을 그 편리 방향에 따라 관입하고 있다. 특히 죽곡 및 통고산 부근의 분천화강편마암은 후기 거정화강암질암, 아프라이질암 및 화강암질암의 관입을 수차 받아 이들과 혼재해 있다. 분천화강편마암의 지질시대는 선캄브리아기로 율리층군 이후~조선 누층군 이전이다.
울진군·영양군의 분천화강편마암
- 영양군 수비면 신암리 산 19-82/울진군 금강송면 광회리 경계 지역의 지방도 제917호선 도로변의 분천화강편마암
- 울진군 금강송면 쌍전리 산 106-3 도로변
북위 36° 56′ 13.0″ 동경 129° 11′ 45.0″ / 북위 36.936944°  동경 129.195833°

## 광산과 지하자원

### 분천 형석광산
분천 형석광산(汾川螢石鑛山)은 영동선 분천역에서 동북방으로 1.9 km 지점(북위 36° 56′ 35″ 동경 129° 49′ 34″ / 북위 36.94306°  동경 129.82611° )에 위치한다. 형석의 노두는 1938년에 발견되었으며 1940년 일본 경금속주식회사에서 광업권을 인수한 후 해방될 때까지 약 3,260t(CaF2 40~75%)을 생산하였다. 광산 부근은 분천화강편마암으로 구성되고 형석 광상의 모암(母巖)을 이루는 리파라이트(liparite) 등의 암맥이 이를 관입하고 있다. 이 암맥은 북서 75~80°의 주향에 거의 수직으로 섰으며 폭은 10~15 m 정도고 지표에서 1 km 이상 추적된다. 이 암맥 내에는 암맥의 주향과 거의 평행하게 발달한 단층이 있으며 갱내에서의 단층 파쇄대의 폭은 1 m이다. 암석은 대체로 회색을 띤다.

## 같이 보기
- 한국의 지질
- 영남 지괴
- 봉화군의 지질
- 울진군의 지질
- 영양군의 지질
- 평해층군
- 원남층군
- 율리층군
- 홍제사 화강암